# Dickson (Tennessee)
Dickson is een plaats (city) in de Amerikaanse staat Tennessee, en valt bestuurlijk gezien onder Dickson County.

## Demografie
Bij de volkstelling in 2000 werd het aantal inwoners vastgesteld op 12.244.
In 2006 is het aantal inwoners door het United States Census Bureau geschat op 13.062, een stijging van 818 (6.7%).

## Geografie
Volgens het United States Census Bureau beslaat de plaats een oppervlakte van
42,9 km², waarvan 42,7 km² land en 0,2 km² water. Dickson ligt op ongeveer 279 m boven zeeniveau.

## Plaatsen in de nabije omgeving
De onderstaande figuur toont nabijgelegen plaatsen in een straal van 24 km rond Dickson.

## Geboren
- Conner Rayburn (1999), acteur